# Z. Szalay Jenő
Z. (Zalaszentgróti) Szalay Jenő (Szentkirályszabadja, 1864 – Nagykikinda, 1924) festőművész.

## Munkássága
1887-ben rajztanári oklevelet kapott Budapesten a Magyar Királyi Mintarajztanoda és Rajztanárképezde elvégzése után. 1892–től Nagykikindán dolgozott és tanított az Állami Főgimnáziumban. Festőművészként alapító tagja volt a Művészháznak és rendszeres résztvevője volt a Nemzeti Szalon budapesti és vidéki kiállításainak. Témái elsősorban szülőföldje: a Balaton vidéke, továbbá Nagykikinda környéke, erdélyi területek, a Felvidék hegyei és az Adria partja. Önálló, illetve csoportos kiállításokkal szerepelt a Délvidék nagyvárosaiban (Nagykikinda, Nagybecskerek, Újvidék, Szeged, Temesvár, Belgrád)
A Torontáli Hírlap tudósítása, 1919:
„A legmélyebb hatást aquarelljei teszik. Bámulatos könnyedséggel, mesterkéletlen technikával alkotja meg lehelet finomságú képeit. Vitorlásait, vagy felhős alföldi tájait a frissesség és erő jellemzik... Olajképei nagyobb méretűek. Pazar színbe öltözve jelennek meg havas tájai, Balaton vidékei és alföldi részletei. Elcsodálkozunk az aránylag kevés téma sokoldalú beállításán, művészi felfogásán és színpompáján.”
Utolsó kiállítási részvétele Belgrádban volt 1922–ben.
A Hírlap Szobotica tudósítása, 1922. július 29:
„Egy vajdasági festőművész sikere. Belgrádi jelentés szerint az ott lefolyt ötödik kollektív kiállításon igen szép sikert aratott kiállított képeivel Szalay Jenő ismert vajdasági festőművész, aki tájképeivel keltett különösen általános feltűnést”

## Néhány képe
- Feleségem arcképe Archiválva 2015. május 27-i dátummal a Wayback Machine-ben (Akvarell, 21 x 33 cm)
- Alföldön Archiválva 2015. május 27-i dátummal a Wayback Machine-ben (Olaj, karton, 30 x 14 cm)
- Téli Kút Archiválva 2015. május 27-i dátummal a Wayback Machine-ben (Akvarell, 17 x 33 cm)
- Berek Archiválva 2015. május 27-i dátummal a Wayback Machine-ben (Tempera, karton, 41 x 17 cm.)
- Dombtetőn Archiválva 2015. május 27-i dátummal a Wayback Machine-ben (Akvarell, 22 x 12 cm.)
- Tiszánál Archiválva 2015. május 27-i dátummal a Wayback Machine-ben (Akvarell, 22 x 12 cm.)
- Tóparton Archiválva 2015. május 27-i dátummal a Wayback Machine-ben (Akvarell, 22 x 12 cm.)
- Almádi Archiválva 2015. május 27-i dátummal a Wayback Machine-ben (Akvarell, 22 x 12 cm.)
- Gémeskút Archiválva 2015. május 27-i dátummal a Wayback Machine-ben (Akvarell, karton, 34 x 23 cm.)
- Balatoni Halászok Archiválva 2015. május 27-i dátummal a Wayback Machine-ben (Olaj, vászon, 68 x 45 cm.)
- Tejfeles Archiválva 2015. május 27-i dátummal a Wayback Machine-ben (Tus, papír, 12 x 17 cm.)
- Katalógusok Archiválva 2015. május 27-i dátummal a Wayback Machine-ben (Fotó másolat)